# Soziales Netzwerk (Betriebswirtschaftslehre)
Ein Soziales Netzwerk in der Betriebswirtschaftslehre ist eine gezielte, gewollt lose Form der Organisiertheit in Form von zielbezogenen Organisationen, informellen Zusammenschlüssen und Verbänden oder einzelner Menschen, die durch das Netzwerk einen Vorteil erfahren oder sich erhoffen.

## Begriff und Typen von Netzwerken
Der Begriff umfasste zunächst Cliquen und ähnliche informelle Gruppen. Er wurde auch benutzt, um (zumal flache) Hierarchien ohne Bezug auf „Herrschaft“ zu beschreiben, indem er Formen der nicht-hierarchischen Kooperation betonte. Er verlor damit aber den Charakter, eine ungewollte Strukturierung aufzudecken.
Als Netzwerke werden heute überwiegend lockere Organisationsformen bezeichnet, die vor allem dem betrieblichen Erfahrungsaustausch und der Organisation von Lernprozessen dienen oder die in anderer Weise die Kooperation zwischen Unternehmen, Non-Profit-Organisationen und/oder Gebietskörperschaften stärken (z. B. Netzwerke für betriebliche Gesundheitsförderung, betrieblichen Umweltschutz, überbetriebliche Ausbildung, betriebliche Altersversorgung; ferner Netzwerke des Typs Lernende Region, die die Kooperation in Bildungs- und Ausbildungsfragen unterstützen.).
Auch die stabilen, pyramidenartig um eine fokale Organisation herum aufgebauten, insbesondere aber die nur locker verflochtenen, oft nur temporären Zuliefer- und Logistikstrukturen werden Netzwerke genannt (z. B. Zuliefernetzwerke der Automobilindustrie). Auch Cluster (Wirtschaft) können als regionale Netzwerke gelten.
Diese Verflechtungen innerhalb von Wertschöpfungsketten können bei einer positiven wirtschaftlichen Entwicklung dazu führen, dass die Zulieferer von der positiven Entwicklung des belieferten Unternehmens partizipieren. Im Fall einer negativen Entwicklung kann sich die Krise eines großen Unternehmens wellenartig fortsetzen. Die Gefährlichkeit einer Krisendynamik besteht darin, dass Art und Ausmaß der Risiken häufig unerkannt bleiben, weil keine geeigneten Messinstrumente implementiert sind. Das Problem beginnt bei der Fragmentierung der Daten. Den vorliegenden aggregierten Daten fehlt die Feinstruktur, die Wirtschaftsentwicklung unter Krisenbedingungen ökonomisch nachvollziehbar abzubilden. Die meisten Kreditrisikomodelle haben nur Branchenkorrelationen Bezug zum eigentlichen Geflecht der Beziehungen und Abhängigkeiten zwischen Unternehmen, Privathaushalten und Marktsegmenten. Für Kettenreaktionen ist das unzureichend. Einen Ausweg bietet die Graphentheorie.

## Umgangssprache
Netzwerk nennt man auch die Summe sozialer Kontakte zur Erlangung persönlicher Vorteile im Berufsleben (Karrierenetzwerk). Der Begriff Netzwerk löst sprachlich die negativ besetzten Begriffe Seilschaft und Vitamin B ab, mit denen verschiedene Beziehungsgeflechte abqualifiziert werden.

## Verwaltung sozialer Netzwerke
Social Networking Software – also Software, die die Möglichkeit bietet, seine Beziehungen zielgerichtet im Internet zu verwalten – wird zur Kategorie Soziale Software gezählt. Soziale Software wird seit ca. 2007 auch in Deutschland immer häufiger auch von Arbeitgebern und Arbeitsvermittlern zur Selbstdarstellung oder als Rekrutierungswerkzeug genutzt.
Mit Social Networking Software hat der Nutzer die Möglichkeit, ein eigenes Profil zu erstellen, in das er unter anderem seinen Lebenslauf, seine Interessens- oder Fachgebiete, aber auch seine (persönlichen) Kontaktdaten und ein Foto für andere Nutzer zugänglich machen kann und so online präsent ist. Zusätzlich gibt ein Benutzer dann noch an, mit welchen anderen Benutzern er vernetzt (bekannt) ist – entweder direkt zur Angabe von Kontakten oder indirekt durch Angabe geeigneter Metainformation. Er allein entscheidet darüber, wem er welche Daten zur Verfügung stellen will. Vorteilhaft ist auch, dass jeder User nur seine eigenen Daten aktuell halten muss, die Daten der anderen Nutzer werden von diesen selbst aktualisiert und bei Bedarf von anderen Nutzern abgerufen.
Da die Zahl der internetbasierten Social-Networking-Plattformen stetig zunimmt, wird zurzeit über offene Schnittstellen, die eine egozentrierte Zusammenführung von Daten aus unterschiedlichen Plattformen ermöglichen sollen, diskutiert. Auf der einen Seite wird dadurch eine Technik gefordert, die die persönliche Verwaltung sozialer Netzwerke erleichtert, andererseits gibt es datenschutzrechtliche Bedenken.
Im Gegensatz zu den internetbasierten Networking-Portalen bieten spezielle PC-basierte Programme die Möglichkeit, das eigene, reale Netzwerk effizient zu verwalten, etwa indem sie den Nutzer an die regelmäßige Kontaktaufnahme mit ihren Mitmenschen erinnern und die Zusammenhänge innerhalb des Netzwerks grafisch zu visualisieren.